# نظرية نيلسين
نظرية نيلسين هي فرع في علم البحث الرياضي ترجع أصولها إلى مبرهنة النقطة الثابتة في الطوبولوجيا. وقد تم تطوير أفكارها المركزية بواسطة عالم الرياضيات الدنماركي جيكوب نيلسين، ثم حملت اسمه.
وقد تطورت النظرية في دراسة ما يسمى الرقم الأدنى تطبيق f من فضاء متراص لهذا التطبيق الذي يُشار إليه بالرمز MF[f]. ويمكن تعريف هذا على النحو التالي:
{\displaystyle {\mathit {MF}}[f]=\min\{\#\mathrm {Fix} (g)\,|\,g\sim f\},}
حيث يشير الرمز ~ إلى هوموتوبيا التطبيقات وتشير #Fix(g) إلى عدد النقاط الثابتة لـ g. وقد كان من الصعب جدًا حوسبة الرقم الأدنى في زمن نيلسين وظل كذلك لليوم. ويتمثل أسلوب نيلسين في تجميع مجموعة النقاط الثابتة في فئات، يتم تحديدها بوصف «أساسية» أو «غير أساسية» طبقًا لكونها هوموتوبيا أو لا.
وتكافئ صيغة نيلسين ما يلي:
نحن نحدد علاقة التكافؤ على مجموعة من النقاط الثابتة لتطبيق ذاتي f في حيز X. نحن نقول أن x تكافئ y في حالة واحدة فقط وهي وجود مسار c من x إلى y بحيث يكون f(c) مرتبطًا بالهوموتبيا مع c بوصفهما مسارين. كما يُطلق على فئات التكافؤ بالنسبة لعلاقتها فئات نيسلين للرمزf، ويتم تحديد عدد نيلسين N(f) على أساس كونه عدد فئات نيلسين التي بها معادلات غير صفرية مؤشر العلامة الثابتة.
وقد أثبت نيلسين أن
{\displaystyle N(f)\leq {\mathit {MF}}[f],}
حيث جعل من القيمة الثابتة أداة جيدة لتقييم القيمتين الأكثر صعوبة MF[f]. ويؤدي هذا فورًا إلى ما يُعرف باسم مبرهنة النقطة الثابتة لنيلسين: أي تطبيق f به عدد (f) على الأقل من النقاط الثابتة.
وبسبب هذا التعريف فيما يتعلق بمؤشر النقاط الثابتة، فإن عدد نيلسين مرتبط بشكل وثيق بعدد ليفشيتز. وبكل تأكيد، فإنه بعد العمل الأساسي لعالم الرياضيات نيلسين بفترة قصيرة، تم دمج المتغيرين الاثنين في «رقم ليفشيتز المفرد المعمم» (عُرف مؤخرًا باسم رايدميستر تريس) بواسطة ويكين ورايدميستر.

## قائمة المصادر
- Fenchel، Werner (2003). Discontinuous groups of isometries in the hyperbolic plane. De Gruyter Studies in mathematics. Berlin: Walter de Gruyter & Co. ج. 29. {{استشهاد بكتاب}}: الوسيط author-name-list parameters تكرر أكثر من مرة (مساعدة)

## وصلات خارجية
- Survey article on Nielsen theory روبرت براون في دار النشر توبولوجي أطلاس